# چای لی (قزاق)
چای لی (به لاتین: Çaylı) یک منطقه مسکونی در جمهوری آذربایجان است که در شهرستان قزاق واقع شده است. چای لی ۶۸۷۸ نفر جمعیت دارد.